# Jaḫdun-Lim
Jaḫdun-Lim war König von Mari im späten 19. Jahrhundert v. Chr. und folgte dort seinem Vater Jaggid-Lim auf den Thron. Offizielle Inschriften dokumentieren umfangreiche Baumaßnahmen in seiner Hauptstadt sowie Bewässerungsprojekte im Umland. Im Übrigen ist historischen Quellen wenig über seine Regierungszeit zu entnehmen.
Es kann dennoch davon ausgegangen werden, dass er mehrere Feldzüge unternahm, die zur Grundlage für das folgende Aufblühen von Mari wurden. Diese richteten sich gegen semitische Stämme und Fürstentümer im Umland und sicherten so vornehmlich wichtige Handelsrouten. Er wurde schließlich von Ila-Kabkabi, dem Vater von Šamši-Adad I. getötet. Daraufhin trat sein Sohn Sumu-Adad für kurze Zeit die Thronfolge an, bevor dieser von Šamši-Adad I. durch dessen Sohn Jasmaḫ-Addu ersetzt wurde.